# Billy Duffy
William Henry "Billy" Duffy (nacido el 12 de mayo de 1961, Hulme, Mánchester) es un guitarrista y compositor inglés, conocido por ser el guitarrista de The Cult. Junto con el cantante Ian Astbury, es el único que participó en todas las formaciones del grupo.

## Primeros pasos
Creció en Mánchester, donde empezó a tocar la guitarra a los catorce años. Duffy tocó en varias bandas punks a fines de los '70/principios de los '80, y en esa época presentó a Johnny Marr (The Smiths) y a Morrissey. Tocaron con Duffy en el grupo The Nosebleeds.
Cuando el movimiento punk inicial (liderado por Sex Pistols) murió, Duffy empezó a tocar en la banda Theatre of Hate. Eventualmente, conoció a Ian Astbury (el frontman de la banda de rock gótico Southern Death Cult). El cantante estaba tan impresionado con su manera de tocar, que abandonó Southern Death Cult y decidió comenzar un proyecto con él. Juntos crearon Death Cult. Luego de lanzar algunos singles, Duffy convenció a Astbury de acortar el nombre a The Cult en 1984.
Desde el sencillo "Spiritwalker" (su debut), Duffy estableció su propia marca registrada tocando una guitarra Gretsch White Falcon de los '70.

## Década del '80 y del '90
En 1984, la banda editó su primer disco: "Dreamtime". Incluía diez canciones, entre ellas los sencillos "Spiritwalker" y "Go west".
El sonido de Duffy se convirtió en una insignia en "Love", de 1985. Es recordado como uno de los álbumes clásicos de la historia del rock, en parte gracias al hit "She sells sanctuary". Hasta la fecha, el disco vendió más de tres millones de copias en todo el mundo.
El guitarrista ayudó a que el sonido de The Cult merme a un metal-blues en su tercer álbum, "Electric", de 1987. En parte, el crédito va para Rick Rubin, el productor de AC/DC. 
Duffy se mudó a Los Ángeles en 1988 con Astbury, donde los dos viven todavía. Allí grabaron el exitoso "Sonic Temple". Allí fue cuando llegaron a una enorme audiencia, con éxitos como "Fire Woman" y "Edie (Ciao Baby)".
En 1991, The Cult editó "Ceremony", que continuaba la línea de Sonic Temple, aunque con un poco más de oscuridad. Ian Astbury estaba pasando por un momento complicado. A pesar de haber sido un álbum muy bueno, no tuvo tanto éxito debido al salto a la masividad del grunge.
Astbury presionó a Duffy para volver a las raíces, con un disco homónimo lanzado en 1994. Luego de esto, en 1995 el grupo se separó.
Durante esos años de hiato, Duffy tocó con el músico Mike Peters (de The Alarm) en un proyecto llamado Coloursound.
Billy también participó en varios proyectos paralelos, como colaboraciones con el músico japonés J.

## La vuelta de The Cult
El guitarrista resucitó a The Cult con Ian Astbury en 1999, lo que derivó a un nuevo contrato con Atlantic Records. En 2001, tocaron en el festival Atlanta's Music Midtown ante 60.000 personas. En 2001, el grupo lanzó el disco "Beyond good and evil". 
El primer sencillo, "Rise", llegó al número 2 del ranking de rock mainstream, pero fue sacado de circulación al poco tiempo (debido a tensiones con la discográfica). Esto llevó a una decepción en ventas, y en 2002 Ian Astbury inició otra vez un hiato con The Cult: le habían ofrecido reemplazar a Jim Morrison en la vuelta de The Doors.

## 2006 en adelante
The Cult volvió a principios de 2006, luego de tocar varios shows en Estados Unidos y Europa. Ese mismo año, el guitarrista grabó un disco con su nueva banda, "Circus Diablo". Matt Sorum, ex The Cult y Guns 'N Roses, participó en el disco; y el ex The Cult Billy Morrison era el cantante principal.
Al año siguiente, The Cult editó el disco "Born into this". Uno de sus singles, "Dirty little rockstar", muestra una nueva dirección encarada por el grupo. Aun así, canciones como "Citizens", "Savages" y "I Assassin" mantienen la esencia de la primera época de la banda. The Cult estaba volviendo a ser lo que era antes.
En 2010, la banda decidió lanzar dos EP llamados "Capsules" (1 y 2). Fueron editados como descarga digital, en vinilo y en algunos otros formatos no tradicionales. Las canciones nuevas eran "Embers", "Every man and woman is a star", "Until the light takes us" y "Siberia".
Pero la nueva gran bomba de The Cult fue "Choice of Weapon", un disco que conjuga las diferentes raíces del grupo pero sonando con frescura. El álbum fue elegido como lanzamiento del año por iTunes, y fue producido por Bob Rock y Chris Goss.

## Discografía
- The Hop (con Theatre of Heate, en 1982)
- Dreamtime (con The Cult, en 1984)
- Love (con The Cult, en 1985)
- Electric (con The Cult, en 1987)
- Sonic Temple (con The Cult, en 1989)
- Ceremony (con The Cult, en 1991)
- The Cult (con The Cult, en 1994)
- Colorsound (con Colorsound, en 1999)
- Beyond Good and Evil (con The Cult, en 2001)
- Circus Diablo (con Circus Diablo, en 2007)
- Born into This (con The Cult, en 2007)
- Capsule (con The Cult, en 2010)
- Choice of Weapon (con The Cult, en 2012)

## Guitarras y equipamiento
La lista completa de los instrumentos que usó, pueden verse en el sitio www.billyduffy.com
En 2013, Gretsch presentó la guitarra Billy Duffy White Falcon G7593T.